# Čepice (politická strana)

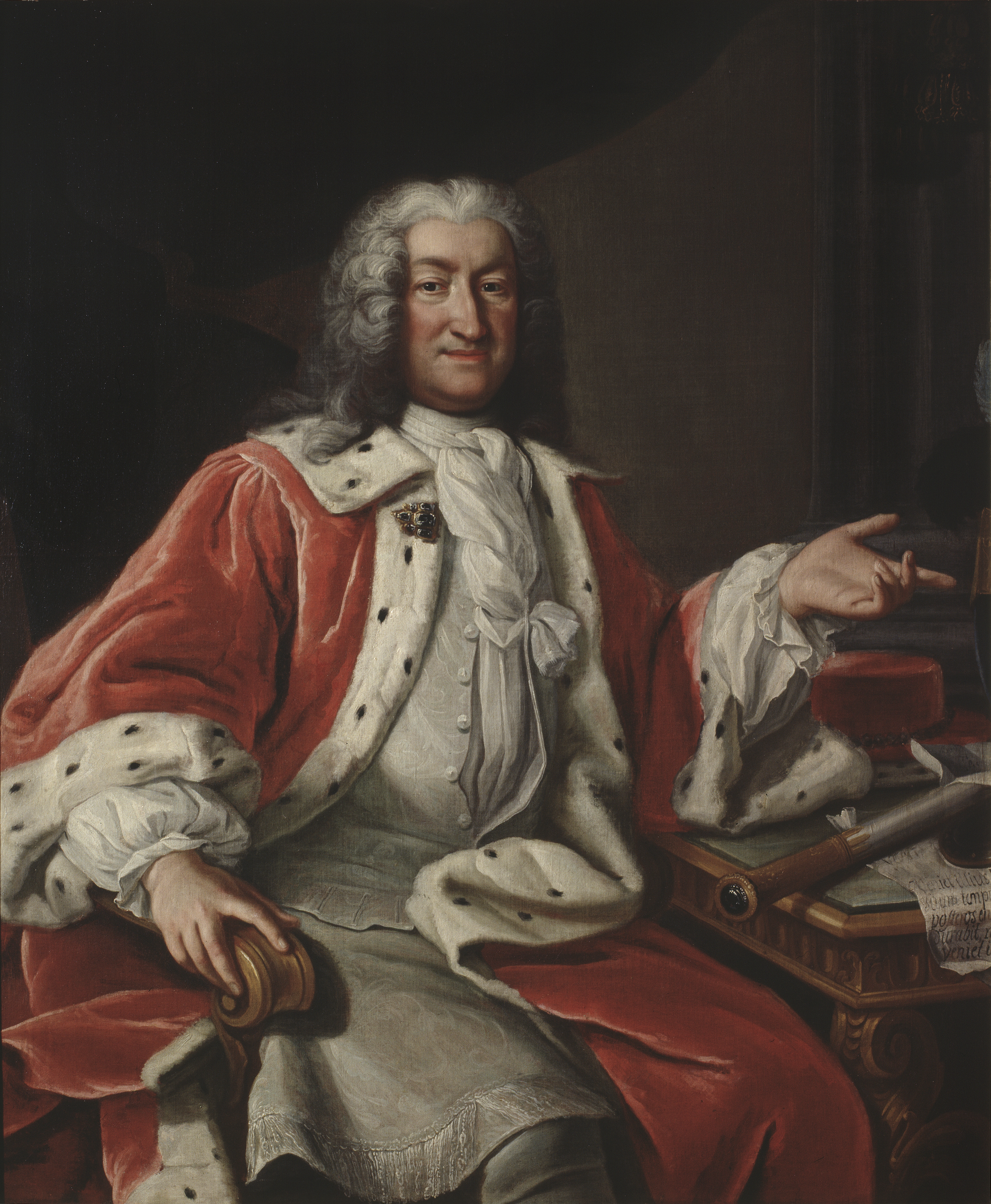
Arvid Horn

Čepice nebo Čepce (švédsky: mössorna) byla parlamentní frakce či strana ve švédském parlamentu v éře, která je ve švédských dějinách zvána Věk svobody (1719-1772), a v níž se po velké severní válce moc přesunula z panovníka na parlament. Parlament se rozdělil na dvě hlavní skupiny (frakce či proto-strany), které se nazývaly Čepice a Klobouky. Jméno Čepice bylo původně hanlivé označení Klobouků, jež mělo naznačit měkkost oponentů (míněny byly noční čepce na spaní), avšak vžilo se a od roku 1738 bylo přijato samotnými čepičáři. Čepice většinou hájily zájmy rolníků a duchovních. Nejpřednějším představitelem Čepců a de facto lídrem vlády byl v letech 1719 až 1738 hrabě Arvid Horn. Ten změnil tradiční politiku (hájenou Klobouky), jež spočívala ve spolupráci s Francií. Horn se začal Francii vzdalovat a naopak se počal přibližovat k Rusku. V roce 1738 ovšem přišel zlom, Klobouky získaly většinu a Horn byl nakonec nucen odejít ze scény, kde po třiatřicet let hrál hlavní roli. Následujících dvacet pět let Riksdag ovládaly Klobouky. Zemi přitom přivedly do dvou nákladných válek. V roce 1765 se Čepce vrátily k moci a okamžitě udeřily na slabé místo svých protivníků tím, že nařídily vypracování rozpočtového auditu, z nějž se zjistilo, že celý finanční systém Klobouků byl založen na úmyslném zkreslování, a že jediným ovocem jejich dlouhé vlády bylo obrovské zvýšení státního dluhu a znehodnocení bankovek na jednu třetinu jejich nominální hodnoty. Toto odhalení vedlo k sérii rozpočtových škrtů, jež tomuto parlamentu vynesla jméno „Redukční Riksdag“. Čepce ve snaze snížit státní dluh uspěly, stejně tak nastolily rovnováhu mezi státními příjmy a výdaji. Zavedly také několik reforem, z nichž nejdůležitější byla ta, která dávala svoboda tisku (1766). Znovu také přiblížily zemi k Rusku a snížily vliv Francie.